# Зграда Окружног суда у Лесковцу
Зграда Окружног суда у Лесковцу налази се на углу улица Пана Ђукића и Лоле Рибара, у Лесковцу. Подигнута је у периоду 1906.- 1908. године. Пројектована је од стране Светозара Јовановића.

## Опис и архитектура
Услед бомбардовања 1944. године, зграда је претрпела оштећења већих размера, али битни елементи су ипак остали сачувани.  Убрзо је ово здање било оспособљено за своју намену. 
Зграда се састоји од високог приземља и спрата. Симетрична архитектонска композиција је видљива у приземном делу, а и сала за суђење на спрату је истог принципа. Спољна композиција са наглашеном угаоном фасадом, поседује фасадне декорације и носи у себи обележја академизма и сецесије.  
Присутна је и декорација у степенишном холу и сали,тако да је свечани тон доминантан.